# Louis-Philippe de Bombelles
Pour les articles homonymes, voir Bombelles.
Louis-Philippe comte de Bombelles est un diplomate autrichien d'origine française. Né à Ratisbonne le 1er juillet 1780, il est décédé à Vienne le 7 juillet 1843. Il est le fils de Marc-Marie de Bombelles.

## Biographie
Baptisé le 21 août 1783 dans la chapelle du roi à Versailles, il a pour parrain le comte de Provence (futur Louis XVIII).
Attaché au garde du corps de Marie-Caroline d'Autriche, reine consort de Naples (1794), il devient lieutenant de cavalerie en 1798. En 1813, il est chargé de convaincre le Danemark d'abandonner Napoléon. Il devient ensuite ambassadeur à Copenhague, Dresde (1816), Naples, Florence, Lisbonne (1829), Turin et à Berne (1834).